# Mémorial Kamila Skolimowska
La Mémorial Kamila Skolimowska est un meeting international d'athlétisme qui se déroule une fois par an au stade de Silésie de Chorzów, en Pologne. Cette compétition, créée en 2009, est l'une des étapes du World Athletics Continental Tour et figure en 2022 au programme de la Ligue de diamant 2022. Le meeting porte le nom de la lanceuse de marteau polonaise Kamila Skolimowska, médaillée olympique décédée en 2009.

## Records du meeting
(En cours de mise à jour au 17 juillet)

### Hommes
| Épreuve           | Record             | Athlète                                               | Nationalité    | Date             | Réf.  |
| ----------------- | ------------------ | ----------------------------------------------------- | -------------- | ---------------- | ----- |
| 100 m             | 9 s 87             | Ronnie Baker                                          | États-Unis     | 22 août 2018     |       |
| 100 m             | 9 s 87             | Fred Kerley                                           | États-Unis     | 25 août 2024     |       |
| 100 m             | 9 s 87             | Kishane Thompson                                      | Jamaïque       | 16 août 2025     |       |
| 200 m             | 19 s 83            | Letsile Tebogo                                        | Botswana       | 25 août 2024     |       |
| 400 m             | 44 s 08            | Wayde van Niekerk                                     | Afrique du Sud | 16 juillet 2023  |       |
| 800 m             | 1 min 41 s 54      | David Rudisha                                         | Kenya          | 6 juillet 2012   |       |
| 1 500 m           | 3 min 28 s 38      | Hicham El Guerrouj                                    | Maroc          | 6 juillet 2001   |       |
| Mile              | 3 min 49 s 01      | Hicham El Guerrouj                                    | Maroc          | 29 juillet 1998  |       |
| 3 000 m           | 7 min 27 s 67      | Ali Saïdi-Sief                                        | Algérie        | 23 juin 2000     |       |
| 5 000 m           | 12 min 40 s 18     | Kenenisa Bekele                                       | Éthiopie       | 1er juillet 2005 |       |
| 110 m haies       | 13 s 03 (-0,5 m/s) | Orlando Ortega                                        | Cuba           | 23 août 2014     |       |
| 110 m haies       | 13 s 03 (-0,5 m/s) | Cordell Tinch                                         | États-Unis     | 16 août 2025     |       |
| 400 m haies       | 46 s 28            | Karsten Warholm                                       | Norvège        | 16 août 2025     |       |
| 3 000 m steeple   | 8 min 03 s 16      | Soufiane El Bakkali                                   | Maroc          | 16 juillet 2023  |       |
| Saut en hauteur   | 2,36 m             | Mutaz Barshim                                         | Qatar          | 16 juillet 2023  |       |
| Saut à la perche  | 6,26 m             | Armand Duplantis                                      | Suède          | 25 août 2024     |       |
| Saut en longueur  | 8,66 m             | Mike Powell                                           | États-Unis     | 29 juin 1990     |       |
| Triple saut       | 18,06 m (+0.4 m/s) | Will Claye                                            | États-Unis     | 24 août 2019     | [ 2 ] |
| Lancer du poids   | 22,70 m            | Ryan Crouser                                          | États-Unis     | 6 septembre 2020 |       |
| Lancer du disque  | 70,21 m            | Virgilijus Alekna                                     | Lituanie       | 23 juillet 2004  |       |
| Lancer du javelot | 91,40 m            | Jan Železný                                           | Tchéquie       | 29 juillet 1998  |       |
| 4 × 100 m         | 38 s 26            | Gavin Smellie Jerome Blake Brendon Rodney Aaron Brown | Canada         | 24 août 2019     | [ 2 ] |

### Femmes
| Épreuve           | Record             | Athlète                                               | Nationalité               | Date            | Réf.  |
| ----------------- | ------------------ | ----------------------------------------------------- | ------------------------- | --------------- | ----- |
| 100 m             | 10 s 66            | Shelly-Ann Fraser-Pryce                               | Jamaïque                  | 6 août 2022     |       |
| 100 m             | 10 s 66            | Melissa Jefferson-Wooden                              | États-Unis                | 16 août 2025    |       |
| 200 m             | 21 s 97            | Merlene Ottey                                         | Jamaïque                  | 29 juin 1990    |       |
| 400 m             | 49 s 48            | Natalia Kaczmarek                                     | Pologne                   | 16 juillet 2023 |       |
| 800 m             | 1 min 56 s 85      | Mary Moraa                                            | Kenya                     | 16 juillet 2023 |       |
| 1 000 m           | 2 min 31 s 24      | Nelly Chepchirchir                                    | Kenya                     | 25 août 2024    |       |
| 1 500 m           | 3 min 55 s 22      | Laura Muir                                            | Royaume-Uni               | 27 août 2016    | [ 3 ] |
| 3 000 m           | 8 min 26 s 81      | Freweyni Hailu                                        | Éthiopie                  | 16 juillet 2023 |       |
| 100 m haies       | 12 s 19 (+1,4 m/s) | Masai Russell                                         | États-Unis                | 16 août 2025    |       |
| 400 m haies       | 51 s 91            | Femke Bol                                             | Pays-Bas                  | 16 août 2025    |       |
| 3 000 m steeple   | 8 min 52 s 78 (RM) | Ruth Jebet                                            | Bahreïn                   | 27 août 2016    | [ 3 ] |
| Saut en hauteur   | 1,98 m             | Iryna Gerashchenko Nicola Olyslagers Yuliya Levchenko | Ukraine Australie Ukraine | 16 juillet 2023 |       |
| Saut à la perche  | 4,91 m             | Yelena Isinbayeva                                     | Russie                    | 6 juillet 2007  |       |
| Saut en longueur  | 7,15 m             | Heike Drechsler                                       | Allemagne                 | 6 juillet 1992  |       |
| Triple saut       | 15,18 m (+0.3 m/s) | Yulimar Rojas                                         | Venezuela                 | 16 juillet 2023 |       |
| Lancer du poids   | 20,78 m            | Valerie Adams                                         | Nouvelle-Zélande          | 8 juillet 2011  |       |
| Lancer du disque  | 68,60 m            | Sandra Perković                                       | Croatie                   | 30 juin 2018    | [ 4 ] |
| Lancer du marteau | 72,43 m            | Yipsi Moreno                                          | Cuba                      | 23 juillet 2004 |       |
| Lancer du javelot | 67,04 m            | Haruka Kitaguchi                                      | Japon                     | 16 juillet 2023 |       |